# Microplexia extranea
Microplexia extranea là một loài bướm đêm trong họ Noctuidae.